# Фердинанд фон Рихтхофен
Барон Фердинанд Паул Вилхелм фон Рихтхофен (на немски: Ferdinand Paul Wilhelm von Richthofen) е германски геолог и географ, изследовател на САЩ и Китай. Считан е за родоначалник на геоморфологията и за пръв път използва термина „път на коприната“ (Seidenstraße) в изследователските си трудове относно Китай. Автор на еоличната хипотеза за произхода на льоса, президент на Берлинското географско дружество от 1873 г.

## Биография

### Произход и младежки години (1833 – 1860)
Роден е на 5 май 1833 година в Бад Карлсруе, Горна Силезия (днес в Полша). Учи геология в университетите в Бреслау и Берлин. През 1856 получава докторска степен и започва работа като геолог. В периода 1856 – 1860 провежда геоложки изследвания в Южен Тирол (Алпи) и Трансилвания (Карпати).

### Изследователска дейност (1860 – 1873)
През 1860 – 1862, заедно с пруското посолство, посещава Филипините, Ява, Тайван, Сулавеси, Тайланд, Бирма и Япония. След това от 1862 до 1867 напуска Азия и заминава за САЩ, където работи по геоложки проблеми главно в Калифорния и в Сиера Невада. През 1868, финансиран от Търговската камара на Сан Франциско, се завръща отново в Азия и до 1872 се посвещава на интензивно изследването на империята на Китай. Изходен пункт на пътуването му е Шанхай, откъдето провежда седем пътешествия като обикаля 13 от тогавашните 18 провинции на Китай. Най-важните са третото (1869) – през Шандун и Южна Манчжурия, петото (1870) – през Централен Китай от Кантон до Пекин и последното (1871 – 1872) – по Северен и Западен Китай. Това негово пребиваване в Китай раздвижва и съживява географията с нови идеи, разкривайки вътрешните връзки между геоложкия строеж на скалите, релефа, климата, растителния и животинския свят, гъстотата на населението, икономическата дейност на човека и неговата култура въобще.
Благодарение на това всестранно изучаване на света, което е направено за пръв път в Китай от Рихтхофен, като някои негови части са проучени по-добре, от която и да е европейска държава. Особено добре са проучени планинските ландшафти на Северен Китай, льосовите тераси на Хуанхъ, провинция Шандун и изпъстреното със заливи югоизточно крайбрежие на Китай. С всичките свои изследвания Рихтхофен полага началото на нова наука – геоморфология.

### Следващи години (1873 – 1905)
След завръщането си в Европа през 1873 е избран за президент на Берлинското географско дружество, пост който заема до смъртта си. През 1875 става редовен професор в Университета в Бон, от 1883 – в Лайпциг, а от 1886 – в Берлин, където разгръща плодотворна педагогическа дейност. Живо препоръчва на географите провъзгласената от него геоморфология да се стремят да приемат нейните методи при своите изследвания. Определя географията като наука за компонентите на земната повърхност и тяхното взаимодействие. В работите си по антропология се изявява като представител на вулгарния географски материализъм.
Организира основаването на Института по океанология в Берлин и коренно преустройва работата в Берлинското географско дружество, на което е президент.
Умира на 6 октомври 1905 година в Берлин на 73-годишна възраст.

## Памет
Неговото име носят:
- връх Маунт Рихтхофен (40°28′ с. ш. 105°54′ з. д. / 40.466667° с. ш. 105.9° з. д., 3944 м) в Скалистите планини, щат Колорадо;
- връх Рихтхофен (80°24′ с. ш. 55°48′ и. д. / 80.4° с. ш. 55.8° и. д., 404 м) в западната част на остров Алджер в архипелага Земя на Франц Йосиф;
- нос Рихтхофен (80°46′ с. ш. 54°18′ и. д. / 80.766667° с. ш. 54.3° и. д.) на югозападния бряг на остров Луиджи в архипелага Земя на Франц Йосиф;
- проход Рихтхофенпасет (77°15′ с. ш. 15°43′ и. д. / 77.25° с. ш. 15.716667° и. д.) на остров Западен Шпицберген в архипелага Шпицберген;
- хребет Рихтхофен (Циляншан, 39°12′ с. ш. 98°32′ и. д. / 39.2° с. ш. 98.533333° и. д.) в планината Наншан, Китай.

## Произведения
- China, Ergebnisse eigener Relsen und darauf gegründeter Studien (Bd 1, 2, 4, 1877 – 83, Bd 3, 1912, под заглавие – Das südliche China);
- Aufgaben und Methoden der heutigen Geographie (1883);
- Atlas von China (1885);
- Führer für Forschungsreisende (1886);
- Geomorphologische Studien aus Ostasien (Bd 1 – 5, 1900 – 1903).